# صدرالدین موسی
شیخ صدرالدین موسی (۷۹۴-۷۳۵ق)(۱۳۹۱-۱۳۰۵م) پسر شیخ صفی‌الدین اردبیلی و جانشین وی بود. وی پس از پدر پیر و مرشد خانقاه صفوی در اردبیل شد. پس از او پسرش خواجه علی سیاهپوش سرپرستی خانقاه صفوی را بر گرده گرفت.

## زندگی
ملک الشرف از امرای چوپانی که به مشایخ صفویه احترامی نمی‌گذاشت، نخست او را به تبریز آورد و زندانی کرد؛ ولی در سومین ماه خوابی ترسناک دید و دستور داد او را آزاد کنند؛ ولی چند روز بعد پشیمان شد و گفت باز زندانی‌اش کنند اما صدرالدین پیش از آن مسند قدرت شیخی خودش را ترک کرده بود و به گیلان گریخته بود. او به همراه دیگر روحانیانی که از دست ملک الشرف می‌گریختند به نزد جانی بیک از نوادگان چنگیز رفتند. جانی بیک چندی بعد به بهانه آن‌ها به آذربایجان تجاوز کرد و ملک الشرف را کشت.
کشته شدن دشمن صدرالدین و حمایت جانی بیک از او باعث شد طریقت شیوخی صفویه قدرتی بیش از پیش بگیرد و اموال زیادی به دست آورد.